# شارع الأمير ناصر بن عبد العزيز
شارع الأمير ناصر بن عبد العزيز أحد شوارع حي الروضة بالرياض ويبدأ من طريق خريص وينتهي بشارع أبي الدرداء وسمي نسبة إلى الأمير ناصر بن عبد العزيز آل سعود أمير منطقة الرياض سابقاً يتقاطع هذا الشارع مع الشوارع التالية على الترتيب
- شارع حفصة بنت عمر
- شارع عبد الله بن رشيد (مخرج 12)
- شارع أبي الدرداء